# Anatolij Petryzkyj
Anatolij Halaktionowytsch Petryzkyj (ukrainisch Анато́лій Галактіо́нович Петри́цький; * 31. Januar 1895 in Kiew; † 6. März 1964 ebenda) war ein ukrainischer Künstler und Bühnenmaler.

## Leben und Werk

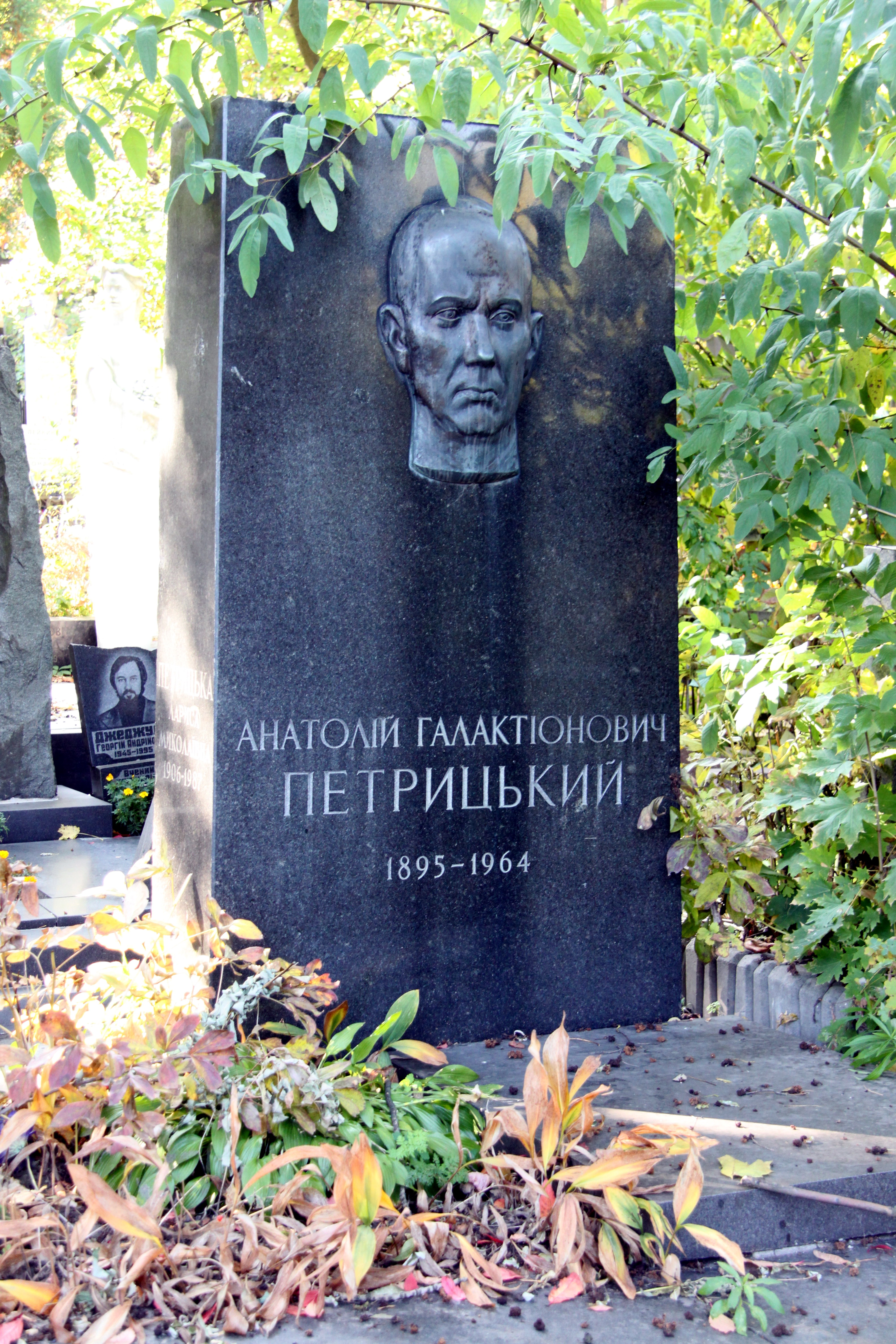
Grabstein aus Bronze von G. N. Kalchenko (1970)

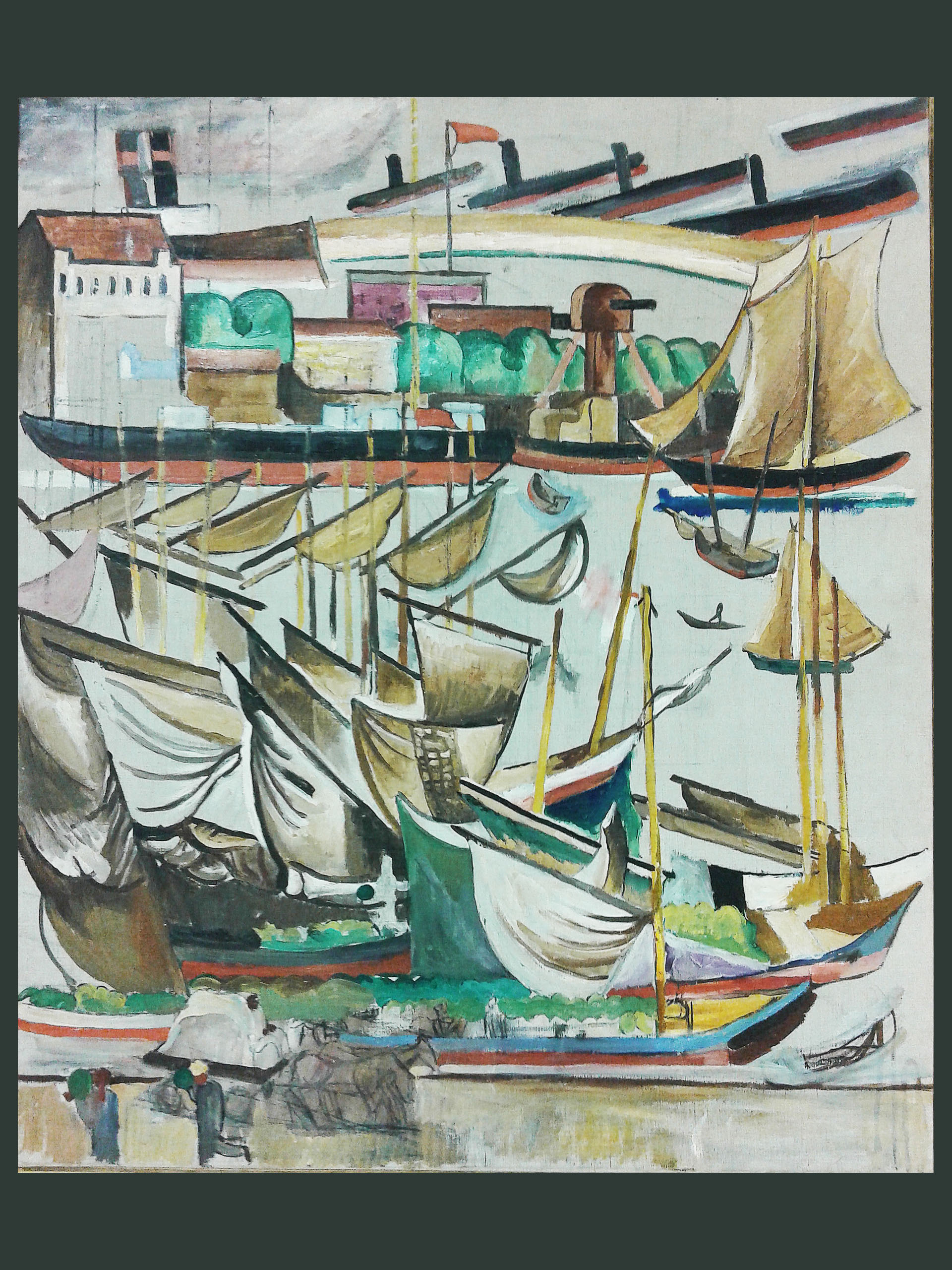
Hafen (1930)

Petryzkyj wurde in Kiew geboren. Sein Vater war ein Eisenbahnarbeiter.
Er studierte von 1912 bis 1918 an der Kiewer Kunstschule und von 1922 bis 1924 in Moskau. Seine Meister waren Wassyl Krytschewskyj und Oleksandr Muraschko.
Im Jahr 1916 debütierte er als Bühnenbildner am Molodyj Teatr von Les Kurbas und arbeitete anschließend am Schewtschenko Theater der Ukrainischen Sowjetrepublik (1919–1920) und am Nationalen Iwan-Franko-Schauspielhaus. Von 1925 bis 1941 war er an Theatern in Charkiw, Kiew und Odessa tätig. Er entwarf auch Bühnenbilder für Aufführungen im Moskauer Bolschoi-Theater und im Maly-Theater, im Operntheater in Alma-Ata und in Kiewer Opern- und Ballettheatern.
1927 war er Mitbegründer der futuristischen Organisation Nowa henerazija.
Sein Gemälde Die Invaliden (1924) wurde 1930 in der ukrainischen Abteilung des sowjetischen Pavillons auf der Biennale in Venedig ausgestellt.
Sein malerisches Schaffen war in einer frühen Phase vom Kubismus und Futurismus beeinflusst. Als Bühnenmaler verwendete er oftmals traditionelle ukrainische Motive, z. B. in Form von stilisierten Kostümen. Er war außerdem als Porträtmaler bekannt und schuf in den 1920er und 1930er Jahren eine bekannte Serie von über 150 Porträts von führenden ukrainischen Kulturschaffenden. Die meisten dieser Werke wurden in den 1930er Jahren von den sowjetischen Behörden zerstört.
Petryzkyj starb im März 1964 und wurde am Baikowe-Friedhof in Kiew beigesetzt. Sein Grabstein aus Bronze, ein Werk der Bildhauerin Halyna Kaltschenko, wurde 1970 aufgestellt.